# 馬庫斯·埃利澤·布洛赫
馬庫斯·埃利澤·布洛赫（德語：Marcus Elieser Bloch，1723年—1799年8月6日）是一名德國醫生和博物學家，他對魚類學的貢獻最為人所知，因為他出版了多卷圖版目錄，展示世界上的魚類。他生長在一個講希伯來語的猶太家庭，在定居柏林成為醫生之前，他學習了德語和拉丁語，並研究解剖學。他累積大量的自然史收藏，尤其是魚類標本。人們普遍認為他是18世紀最重要的魚類學家之一，他撰寫了許多關於自然史、比較解剖學和生理學的論文。

## 生平
布洛赫於1723年出生在安斯巴赫，父親是一位妥拉作家，母親開了一家小商店。他在家中接受希伯來語教育，後來在漢堡成為猶太外科醫生的私人教師。在這裡，他學會德語、拉丁語和解剖學。之後，他在柏林大學學習醫學，於1762年在奧得河畔法蘭克福歐洲大學獲得博士學位，並發表了一篇關於皮膚病的論文。之後，他成為柏林的一名全科醫生，並於1765年與魯本·約瑟夫·林特爾（Ruben Joseph Rintel）的女兒布雷切（Breinche）結婚，這使他得以在柏林定居。1773年，布洛赫與摩西·孟德爾頌一起幫助成立自然科學之友協會，並擔任孟德爾頌的醫生。他開始建立一個大型自然歷史收藏館和一個圖書館，也開始在期刊上發表文章。布雷切於1769年去世，他們唯一的兒子在去巴黎推銷父親寫的關於魚類的書時去世，年僅21歲。1774年，他與銀行家約瑟夫·維特爾·埃弗拉伊姆（Joseph Veitel Ephraim）的女兒切爾（Cheile）結婚，並育有一女，女兒嫁給醫生沃爾夫·戴維森（Wolf Davidson）。切爾去世後，他與猶太社會工作者傑雷米亞斯·本迪克斯（Jeremias Bendix）的女兒拉赫爾（Rahel）結婚，育有一子兩女。
1782年，布洛赫發現了一些在林奈著作中找不到名字的魚類，從此對魚類產生興趣。隨後，他開始收集魚類，並從世界各地寄來魚類標本，其中包括遠在印度的通訊員，如約翰·格哈德·寇尼希和克里斯托夫·薩繆爾·約翰。他收集了近1,400件標本，其中約800件現存於柏林自然博物館的布洛赫櫃子中。1782年至178年，他開始在出版物中對德國的魚類進行編目，直到1795年才開始對國外的魚類進行編目。後來，他成功地獲得包括普魯士王后和王子、薩克森-科堡親王、丹麥、瑞典和波蘭王室以及宮廷銀行家艾薩克·丹尼爾·伊茨格（Isaac Daniel Itzig）在內的訂戶。布洛赫也出版了醫學方面的著作，內容涉及皮爾蒙特的水和腸道寄生蟲等。
布洛赫於1797年訪問巴黎，考察那裡的魚類收藏，後經荷蘭返回。他的健康狀況不佳，於是前往卡爾斯巴德，在那裡他死於中風。他被安葬在赫羅茲涅廷的猶太人墓園。

## 研究工作

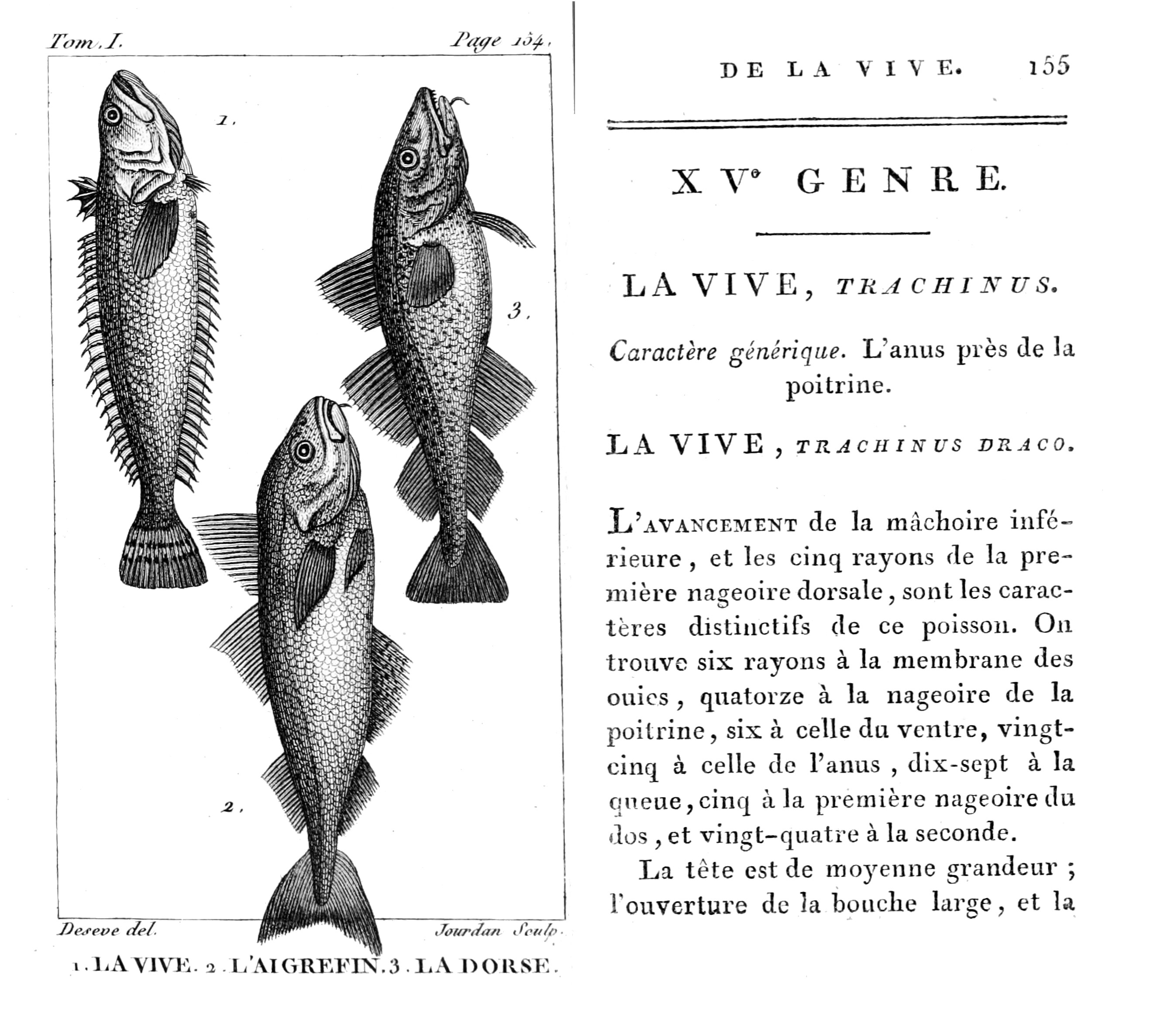
布洛赫著作《詩的自然史》的法文版。

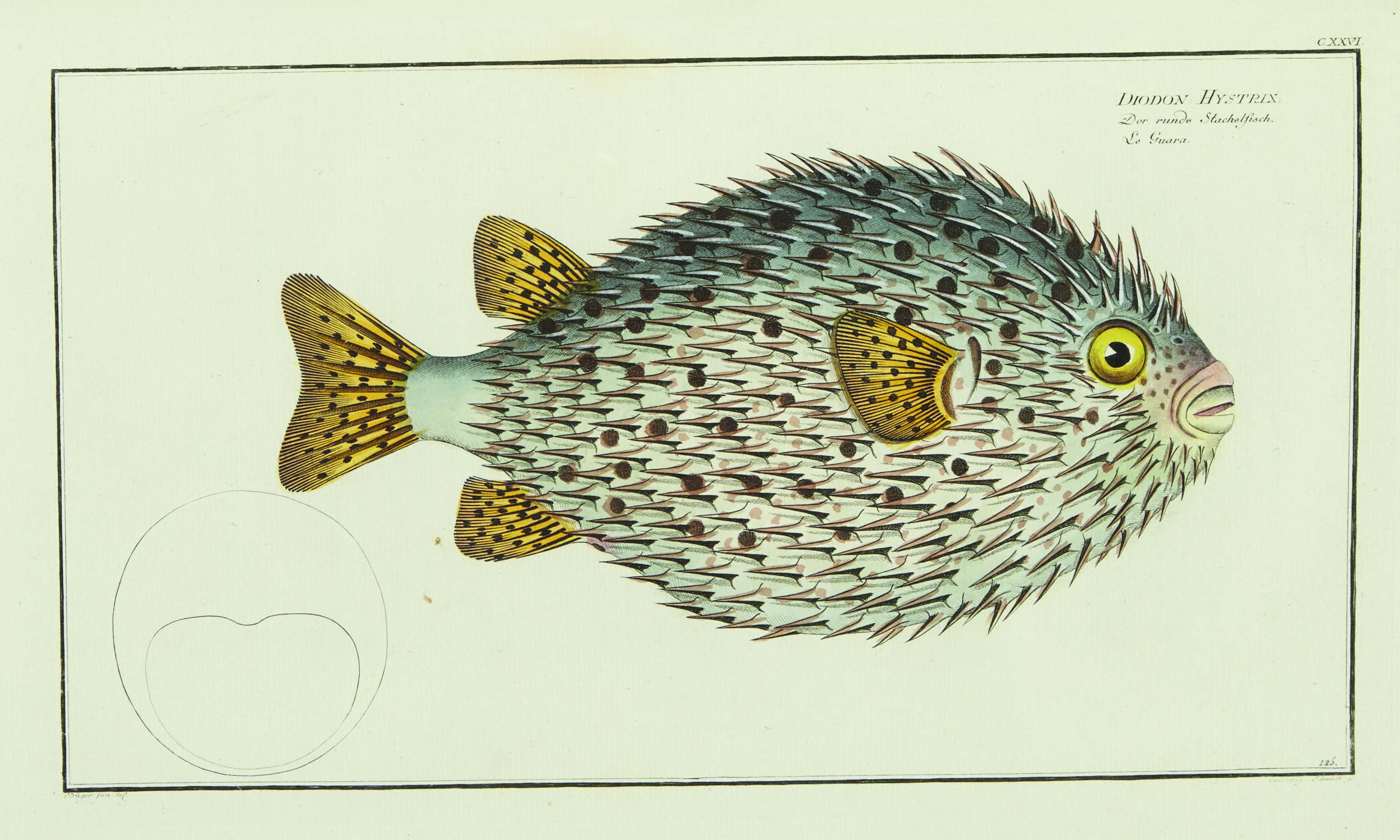
法文版中描繪密斑刺魨的插圖

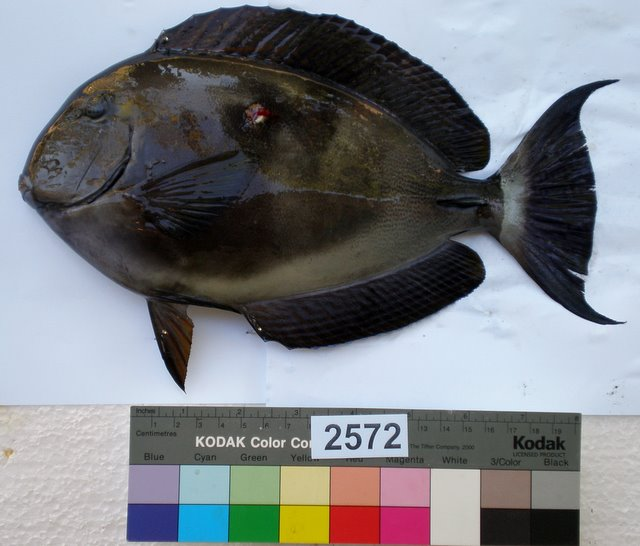
布氏刺尾魚，1835年由阿希爾·瓦朗西安納以布洛赫的名字命名

布洛赫以其百科全書式的魚類學著作而知名。1782年至1795年間，他出版了《魚類自然史》（Allgemeine Naturgeschichte der Fische），這是一部12卷本、圖文並茂的綜合性魚類著作。前三卷介紹德國的魚類，名為《德國魚類經濟學》（Oeconomische Naturgeschichte der Fische Deutschlands），其餘各卷（共9部分）介紹世界其他地區的魚類，名為《世界魚類自然史》（Naturgeschichte der ausländischen Fische）。 法文譯本《Ichthyologie, ou histoire naturelle, générale et particulière des poissons》在 1785年至1797年間出版了12卷。约翰·G·施奈德在死後出版了他的《魚類學系統》。 布洛赫沿襲了彼得·阿特迪和卡爾·林奈的魚類系統學，但他增加新的系統特徵，包括有無第五鰓、鰓結構和骨拱。他描述了至少267個新物種和19個屬，他的幾個雙名至今仍在使用。布洛赫收集的約800個現存標本保存在柏林洪堡大學自然博物館。

## 外部連結
- Bloch's works at the Biodiversity Heritage Library （页面存档备份，存于）
- Gallica （页面存档备份，存于） Illustrations de Ichtyologie ou histoire naturelle générale et particulière des Poissons text Marcus Elieser Bloch, Illustrations:Krüger, J. F. Hennig, Pater Plumier, Ludwig Schmidt, G. Bodenehr and J. F. Hennig Published 1795–1797 at the authors house in Berlin.In French
- Bloch’s Fishes (1782-1795) revisited - eti.uva.nl